# Skyscraper (bài hát)
"Skyscraper" là một bài hát của ca sĩ người Mỹ Demi Lovato nằm trong album phòng thu thứ ba của cô, Unbroken (2011). Nó được phát hành vào ngày 12 tháng 7 năm 2011 như là đĩa đơn đầu tiên trích từ album. Bài hát do Toby Gad sáng tác và sản xuất với sự tham gia hỗ trợ viết lời từ Lindy Robbins và Kerli Kõiv, lấy cảm hứng từ một bức tranh về ngày tận thế, trong đó thế giới và các tòa nhà bị đổ nát, tuy nhiên vẫn còn một tòa nhà chọc trời đứng vững. Kerli ban đầu thu âm bài hát, trước khi Gad đưa nó cho Lovato thể hiện, vì ông cảm thấy nhiều điểm tương đồng giữa nữ ca sĩ với "Skyscraper".
Đây là một bản ballad nói về việc tin tưởng vào chính mình sẽ mạnh mẽ vượt qua mọi khó khăn. "Skyscraper" nhận được những phản ứng tích cực từ các nhà phê bình âm nhạc, trong đó họ ca ngợi giọng hát của Lovato và những thông điệp mà bài hát truyền tải. Nó đạt vị trí thứ 10 trên bảng xếp hạng Billboard Hot 100 với doanh số tuần đầu cao nhất của Lovato, cũng như trở thành đĩa đơn có thứ hạng cao nhất của cô kể từ ""This Is Me" (2008). Trên thị trường quốc tế, "Skyscraper" lọt vào top 20 tại Canada, New Zealand và Vương quốc Anh. Video ca nhạc của bài hát, được phát hành vào ngày 13 tháng 7 năm 2001, do Mark Pellington làm đạo diễn, trong đó Lovato vừa hát vừa đi giữa một sa mạc rộng lớn. Nó giành được một giải Video âm nhạc của MTV vào năm 2012 cho "Video có thông điệp xuất sắc nhất".
Trong tháng 12 năm 2013, Sam Bailey, quán quân mùa thứ 10 của The X Factor, đã phát hành phiên bản hát lại của "Skyscraper" như là bài hát giành chiến thắng của cô. Đĩa đơn này đạt vị trí số một trên UK Singles Chart.

## Giải thưởng và đề cử
| Năm  | Giải thưởng                   | Hạng mục                            | Đề cử cho    | Kết quả   |
| ---- | ----------------------------- | ----------------------------------- | ------------ | --------- |
| 2011 | Giải Sự lựa chọn của Giới trẻ | "Lựa chọn Bài hát mùa hè"           | "Skyscraper" | Đoạt giải |
| 2011 | Giải thưởng Teen Icon J-14    | "Bài hát hình tượng"                | "Skyscraper" | Đoạt giải |
| 2011 | Giải thưởng Youth Rock        | "Video của năm"                     | "Skyscraper" | Đoạt giải |
| 2011 | Giải thưởng Capricho          | "Video ca nhạc quốc tế"             | "Skyscraper" | Đoạt giải |
| 2011 | Giải thưởng Hollywoodlife     | "Bài hát truyền cảm hứng"           | "Skyscraper" | Đoạt giải |
| 2012 | Giải thưởng Hollywood Teen TV | "Video của năm"                     | "Skyscraper" | Đề cử     |
| 2012 | Giải thưởng Poptastic         | "Bài hát Poptastic"                 | "Skyscraper" | Đoạt giải |
| 2012 | Giải thưởng Poptastic         | "Video Poptastic"                   | "Skyscraper" | Đoạt giải |
| 2012 | Giải Video âm nhạc của MTV    | "Video có thông điệp xuất sắc nhất" | "Skyscraper" | Đoạt giải |

## Danh sách bài hát
Skyscraper - Tải kĩ thuật số
1. "Skyscraper" – 3:43
2. "Skyscraper (không lời)" – 3:39

Rascacielo - Tải kĩ thuật số
1. "Rascacielo (Skyscraper - Phiên bản tiếng Tây Ban Nha)" – 3:42

## Thành phần tham gia
- Demi Lovato - hát chính
- Jordin Sparks - hát nền
- Toby Gad, Kerli Kõiv & Lindy Robbins - sáng tác
- Toby Gad – sản xuất

## Xếp hạng và chứng nhận
| Bảng xếp hạng (2011–13)              | Vị trí cao nhất |
| ------------------------------------ | --------------- |
| Úc (ARIA)                            | 45              |
| Belgium (Ultratip Flanders)          | 44              |
| Brazil (Billboard Hot 100)           | 28              |
| Brazil (Billboard Hot Pop Songs)     | 2               |
| Canada (Canadian Hot 100)            | 18              |
| Đan Mạch (Tracklisten)               | 20              |
| Ireland (IRMA)                       | 15              |
| Finland (Suomen virallinen lista)    | 12              |
| Germany (Media Control Charts)       | 78              |
| New Zealand (Recorded Music NZ)      | 9               |
| Portugal (Billboard)                 | 21              |
| Scotland (OCC)                       | 6               |
| Slovakia (Rádio Top 100)             | 70              |
| Thụy Sĩ (Schweizer Hitparade)        | 67              |
| Anh Quốc (OCC)                       | 7               |
| Ukraine (FDR Pop Singles Chart)      | 4               |
| Hoa Kỳ Billboard Hot 100             | 10              |
| Hoa Kỳ Adult Pop Airplay (Billboard) | 27              |
| Hoa Kỳ Pop Airplay (Billboard)       | 33              |

| Quốc gia                                                                           | Chứng nhận  | Số đơn vị/doanh số chứng nhận |
| ---------------------------------------------------------------------------------- | ----------- | ----------------------------- |
| Úc (ARIA)                                                                          | Vàng        | 35.000^                       |
| New Zealand (RMNZ)                                                                 | Vàng        | 7.500*                        |
| Hoa Kỳ (RIAA)                                                                      | 2× Bạch kim | 2,000,000                     |
| Anh Quốc (BPI)                                                                     | Bạc         | 200,000^                      |
| * Chứng nhận dựa theo doanh số tiêu thụ. ^ Chứng nhận dựa theo doanh số nhập hàng. |             |                               |

| Bảng xếp hạng (2011)                 | Vị trí |
| ------------------------------------ | ------ |
| Brazil (Billboard Hot 100)           | 64     |
| Bảng xếp hạng (2012)                 | Vị trí |
| Brazil (Billboard Hot 100)           | 71     |
| Bảng xếp hạng (2013)                 | Vị trí |
| UK Singles (Official Charts Company) | 159    |

## Lịch sử phát hành
| Nước           | Ngày phát hành       | Định dạng                          |
| -------------- | -------------------- | ---------------------------------- |
| Mỹ             | 12 tháng 7 năm 2011  | Tải kĩ thuật số                    |
| Mỹ             | 26 tháng 7 năm 2011  | Hit radio đương đại                |
| Úc             | 2 tháng 11 năm 2011  | Tải kĩ thuật số                    |
| New Zealand    | 2 tháng 11 năm 2011  | Tải kĩ thuật số                    |
| Vương quốc Anh | 26 tháng 2 năm 2012  | Tải kĩ thuật số                    |
| Vương quốc Anh | 28 tháng 10 năm 2013 | Phát hành lại, Hit radio đương đại |

## Phiên bản của Sam Bailey

### Danh sách bài hát
| Tải kĩ thuật số | Tải kĩ thuật số | Tải kĩ thuật số                     | Tải kĩ thuật số             | Tải kĩ thuật số |
| STT             | Nhan đề         | Sáng tác                            | Sản xuất                    | Thời lượng      |
| --------------- | --------------- | ----------------------------------- | --------------------------- | --------------- |
| 1.              | "Skyscraper"    | Toby Gad, Kerli Kõiv, Lindy Robbins | Graham Stack, Matt Furmidge | 3:40            |

| Đĩa CD tại Vương quốc Anh | Đĩa CD tại Vương quốc Anh                                            | Đĩa CD tại Vương quốc Anh                                         | Đĩa CD tại Vương quốc Anh | Đĩa CD tại Vương quốc Anh |
| STT                       | Nhan đề                                                              | Sáng tác                                                          | Sản xuất                  | Thời lượng                |
| ------------------------- | -------------------------------------------------------------------- | ----------------------------------------------------------------- | ------------------------- | ------------------------- |
| 1.                        | "Skyscraper"                                                         | Gad, Kõiv, Robbins                                                | Stack, Furmidge           | 3:40                      |
| 2.                        | "The Power of Love" (Màn trình diễn tại The X Factor)                | Gunther Mende, Candy DeRouge, Jennifer Rush, Mary Susan Applegate | Stack, Furmidge           | TBA                       |
| 3.                        | "Make You Feel My Love" (Màn trình diễn tại The X Factor)            | Bob Dylan                                                         | Stack, Furmidge           | TBA                       |
| 4.                        | "No More Tears (Enough Is Enough)" (Màn trình diễn tại The X Factor) | Paul Jabara, Bruce Roberts                                        | Stack, Furmidge           | TBA                       |

### Xếp hạng và chứng nhận
| Bảng xếp hạng (2013) | Vị trí cao nhất |
| -------------------- | --------------- |
| Ireland (IRMA)       | 1               |
| Scotland (OCC)       | 1               |
| Anh Quốc (OCC)       | 1               |

| Quốc gia                                                                           | Chứng nhận | Số đơn vị/doanh số chứng nhận |
| ---------------------------------------------------------------------------------- | ---------- | ----------------------------- |
| Anh Quốc (BPI)                                                                     | Bạc        | 300,000                       |
| * Chứng nhận dựa theo doanh số tiêu thụ. ^ Chứng nhận dựa theo doanh số nhập hàng. |            |                               |

### Lịch sử phát hành
| Nước           | Ngày phát hành       | Định dạng       | Nhãn       |
| -------------- | -------------------- | --------------- | ---------- |
| Ireland        | 16 tháng 12 năm 2013 | Tải kĩ thuật số | Syco, Sony |
| Vương quốc Anh | 16 tháng 12 năm 2013 | Tải kĩ thuật số | Syco, Sony |